# Lédignan
Lédignan (okcitansko Ledinhan) je naselje in občina v južnem francoskem departmaju Gard regije Languedoc-Roussillon. Naselje je leta 2008 imelo 1.313 prebivalcev.

## Geografija
Kraj leži v pokrajini Languedoc 17 km južno od Alèsa.

## Uprava
Lédignan je sedež istoimenskega kantona, v katerega so poleg njegove vključene še občine Aigremont, Boucoiran-et-Nozières, Cardet, Cassagnoles, Domessargues, Lézan, Maruéjols-lès-Gardon, Massanes, Mauressargues, Saint-Bénézet in Saint-Jean-de-Serres s 7.167 prebivalci.
Kanton Lédignan je sestavni del okrožja Alès.